# Вічність (фільм, 2016)
«Вічність» (фр. Éternité) — французько-бельгійська романтична драма 2016 року, поставлена режисером Чан Ань Хунгом за його власним сценарієм, написаним на основі роману «Елегантність вдів» французької романістки Аліси Ферней.

## Сюжет
Фільм оповідає про долі трьох поколінь жінок, які протягом 100 років намагаються зберегти та примножити любов. Їхні життя змінюються: з'являються нові люди, відносини, тьмяніє краса. І тільки справжнє почуття залишається вічним.

## У ролях
| Одрі Тоту            | ···· | Валентина      |
| Береніс Бежо         | ···· | Габріель       |
| Мелані Лоран         | ···· | Матильда       |
| Жеремі Реньє         | ···· | Анрі           |
| П'єр Деладоншам      | ···· | Шарль          |
| Ірен Жакоб           | ···· | мати Габріель  |
| Ар'є Вортальтер      | ···· | Жуль           |
| Валері Стро          | ···· | мати Матильди  |
| Філіппін Леруа-Больє | ···· | мати Валентини |

## Знімальна група
- Автор сценарію — Чан Ань Хунг за романом Аліси Ферней «Елегантність вдів»
- Режисер-постановник — Чан Ань Хунг
- Продюсер — Філіп Боеффард, Крістоф Россіньйон
- Співпродюсери — Вів'єн Асланян, Джонатан Блюменталь, Ромен Ле Гран, Патрік Кіне, Ардаван Саваї
- Асоційовані продюсери — П'єр Гуяр, Філіп Ложі
- Виконавчі продюсери — Єва Мачуель, Стефан Кіне
- Оператор — Лі Пінбінь
- Монтаж — Маріо Баттістель
- Художник-постановник — Вероніка Сакре
- Художник по костюмах — Олів'є Беріо
- Артдиректори — Артур Депре, Чан Ну Єн Кхе

## Нагороди та номінації
| Список нагород та номінацій | Список нагород та номінацій | Список нагород та номінацій                     | Список нагород та номінацій | Список нагород та номінацій | Список нагород та номінацій |
| Кінопремія                  | Дата церемонії              | Категорія                                       | Номінант(и)                 | Результат                   | Дж                          |
| --------------------------- | --------------------------- | ----------------------------------------------- | --------------------------- | --------------------------- | --------------------------- |
| Премія «Магрітт»            | 4 лютого 2017               | Найкращий іноземний фільм спільного виробництва | Вічність                    | Номінація                   | [ 3 ]                       |
| Премія «Магрітт»            | 4 лютого 2017               | Найкращі декорації                              | Веронік Сакрі               | Номінація                   | [ 3 ]                       |